# 天主教古尔伯加教区
天主教古爾伯加教區 （拉丁語：Dioecesis Gulbargensis）是羅馬天主教的一個教區，包括印度卡纳塔克邦東北部三縣，受班加罗尔总教区管轄。
教區成立於2005年6月24日。2006年有教友5,000名，佔轄區總人口僅百分之0.1。由三十六名司鐸名管理二十三個堂區。現任教區主教為羅伯特‧彌額爾‧米蘭達。